# 保护知识产权法案
保护知识产权法案（英語：Preventing Real Online Threats to Economic Creativity and Theft of Intellectual Property Act of 2011，意為「2011年防止实时线上对经济创新能力的威胁和对知识产权的盗窃的法案」），又称为国会968号草案（Senate Bill 968），这是美国一项待审议通过的法律。它的目的是賦予美国政府和知识产权拥有者更多的法律手段来干预「专门发布侵犯知识产权的内容或者虚假内容的非法网站」，特别是那些在美国境外注册的。这项法案由美国国会议员帕特里克·李希和另外11个来自两党的联合发起者于2011年5月12日提出。美国国会预算办公室预计，如要要落实此项法案，联邦政府至2016年共需支出4700万美元，用以执法和雇用并培训22个新的特务人员和26个后勤人员。众议院司法委员会通过了此项法案，但是议员榮·懷登暂停了它。

## 内容
本条例草案定义发行非法复制版（即盗版行为）、 冒牌货品和反数字版权管理技术为侵权行为。如果“事实或情况表明，站点主要是用于从事或促进法案所述的活动”，那么就存在侵权本条例草案  宣称它不会改变现有的实质性商标或版权的法律。
本条例草案提出的目标为“加强执法行动，打击流氓网站经营和注册”，并授权美国司法部在尽力后网站站主或网站操作员 仍无法找到的情况下向法院对致力于侵权行为的网站提起对物诉讼。 ，条例草案规定律政司向被告人送达通知书。一旦法院受理了诉讼，它可能通知金融交易提供商、 互联网广告服务提供商、 互联网服务提供商和“定位工具”，要求他们停止与该欺诈网站的金融交易和删除到被告站点的链接。“定位工具"一词来源于数字千年版权法案，指搜索引擎，但可包括其他链接到该站点内容的站点。
The PROTECT IP Act says that an "information location tool shall take technically feasible and reasonable measures, as expeditiously as possible, to remove or disable access to the Internet site associated with the domain name set forth in the order". In addition, it must delete all hyperlinks to the offending "Internet site".
域名服务器会被要求采取技术上可行及合理的步骤，以防被法院发现「致力于侵权行为」的网站的域名解析为IP地址的。网站仍然可以通过其IP地址访问，但链接或使用该网站的域名的用户将不能访问站点。谷歌等搜索引擎会被要求(i)删除或禁用对法院受理诉讼的被告网站相的关域名的访问，或者(ii)不提供连接至被告网站的超链接。利益受损的商标和版权持有人可以申请法院禁止侵权网站的域名，以迫使金融交易提供者和互联网广告服务提供商停止处理侵权网站的事务，并撤销侵权网站的广告。

## 支持方

### 立法者
《保護智慧財產權法案》得到了參議院兩黨的支持，由參議員帕特里克·萊希（佛蒙特州民主黨人）發起提出，截至2011年12月17 日，已有40名參議員共同發起。

### 公司和貿易組織
該法案得到了商業、工業和勞工團體中版權和商標所有者的支持，涵蓋了經濟的所有部門。支持者包括全國有線電視和電信協會、獨立電影和電視聯盟、全國劇院業主協會、美國電影協會、美國導演協會、美國音樂家聯合會、美國電視和廣播藝術家聯合會、國際戲劇舞台從業人員聯盟、美國演員工會、國際卡車司機兄弟會、納許維爾國際詞曲作家協會、美國詞曲作家協會、維亞康姆、政策創新研究所、麥克米倫出版公司、高仕利公司、美國唱片業協會、版權聯盟和NBC環球。

## 外部連結
- 草案文本 – GovTrack（页面存档备份，存于）
- Bill S.968 草案概括和數據 – Thomas （页面存档备份，存于）
- 原PDF及（页面存档备份，存于）
- 國會預算辦公室估計的法案使用費（页面存档备份，存于）

1. ↑  . 新浪網. 2012-01-19  [2012-01-19]. （原始内容存档于2012-01-22）.
2. ↑  PROTECT IP Act of 2011, S. 968, 112th Cong.  § 3(d)(2)(D); "Text of S. 968," Govtrack.us. May 26, 2011. Retrieved June 23, 2011. Bill Text – PROTECT IP Act
3. ↑  PROTECT IP Act of 2011, S. 968, 112th Cong.  § 4(d)(2); "Text of S. 968," Govtrack.us. May 26, 2011. Retrieved June 23, 2011.
4. ↑  Spence, Kate. . May 12, 2011  [June 11, 2011]. （原始内容存档于September 25, 2012）.
5. ↑  In Support of "PROTECT IP Act" （页面存档备份，存于）; May 25, 2011